# Предместье
Предме́стье (от пол. przedmieście, от miasto — «город») — в средневековом городе находящиеся за крепостной (городской) стеной, примыкающие к городу, заселённые районы; предградье, слобода, посад, пригород, фобург, форштадт.

## История
При нападении врага население предместья уходило за крепостные (городские) стены, а само предместье, обыкновенно, полностью уничтожалось противником: либо самими защитниками города (сжигалось или, если было время, растаскивалось) — чтобы не дать противнику скрытно подобраться к стенам и использовать строительный материал для построения осадных устройств, либо нападающими для защитных и осадных сооружений. Предместье большей частью заселялось менее привилегированным населением — крестьянами, мещанами, отставными солдатами или казаками.
Многие районы предместий со временем и ростом города обносились стеной и включались таким образом в черту города, сохраняя за собой традиционное название предместья.
Позднее, с потерей городскими стенами значимости, предместьями стали называться как окраинные районы города, так и находящиеся за городской чертой, ближайшие к городу, поселения.